# Mostovivșciîna, Velîka Bahacika
Mostovivșciîna (în ucraineană Мостовівщина) este un sat în comuna Kornienkî din raionul Velîka Bahacika, regiunea Poltava, Ucraina.

## Demografie
Componența lingvistică a localității Mostovivșciîna
     Ucraineană (99,18%)
     Alte limbi (0,82%)
Conform recensământului din 2001, majoritatea populației localității Mostovivșciîna era vorbitoare de ucraineană (99,18%), existând în minoritate și vorbitori de alte limbi.